# Paul Depaepe
Paul Depaepe (Deurne (Antwerpen), 12 oktober 1931) is een voormalig Belgisch wielrenner. Hij werd wereldkampioen stayeren in 1957. Na zijn carrière, die liep van 1954 tot 1965, werd hij gangmaker. Hij was ook een verdienstelijk veldloper bij de jeugd.

## Uitslagen

### Baan
| Jaar           | BK                                   | EK       | WK       | Overige                                    |
| Amateurs       | Amateurs                             | Amateurs | Amateurs | Amateurs                                   |
| -------------- | ------------------------------------ | -------- | -------- | ------------------------------------------ |
| 1952           |                                      |          |          | Olympische Spelen: 5e ploegenachtervolging |
| 1953           | Achtervolging                        |          |          |                                            |
| Beroepsrenners |                                      |          |          |                                            |
| 1954           | Achtervolging                        |          |          |                                            |
| 1955           | Achtervolging · Ploegkoers           |          |          | Prix Dupré-Lapize (ploegkoers)             |
| 1956           | Achtervolging                        |          |          |                                            |
| 1957           | Stayeren                             | Stayeren | Stayeren |                                            |
| 1958           |                                      |          |          |                                            |
| 1959           | Stayeren                             |          |          |                                            |
| 1960           | Stayeren                             |          |          |                                            |
| 1961           | Stayeren · Stayeren (winter) · Derny | Stayeren | Stayeren |                                            |
| 1962           | Stayeren                             |          | Stayeren |                                            |
| 1963           | Stayeren · Derny                     | Stayeren | Stayeren |                                            |
| 1964           | Stayeren                             | Stayeren |          |                                            |
| 1965           | Stayeren                             |          |          |                                            |

### Weg
1953
- Meisterschaft von Zürich, Amateurs

1954
- Duffel

## Resultaten in voornaamste wedstrijden
| Jaar | Milaan-San Remo |
| ---- | --------------- |
| 1954 | 78e             |